# Kuźniarka

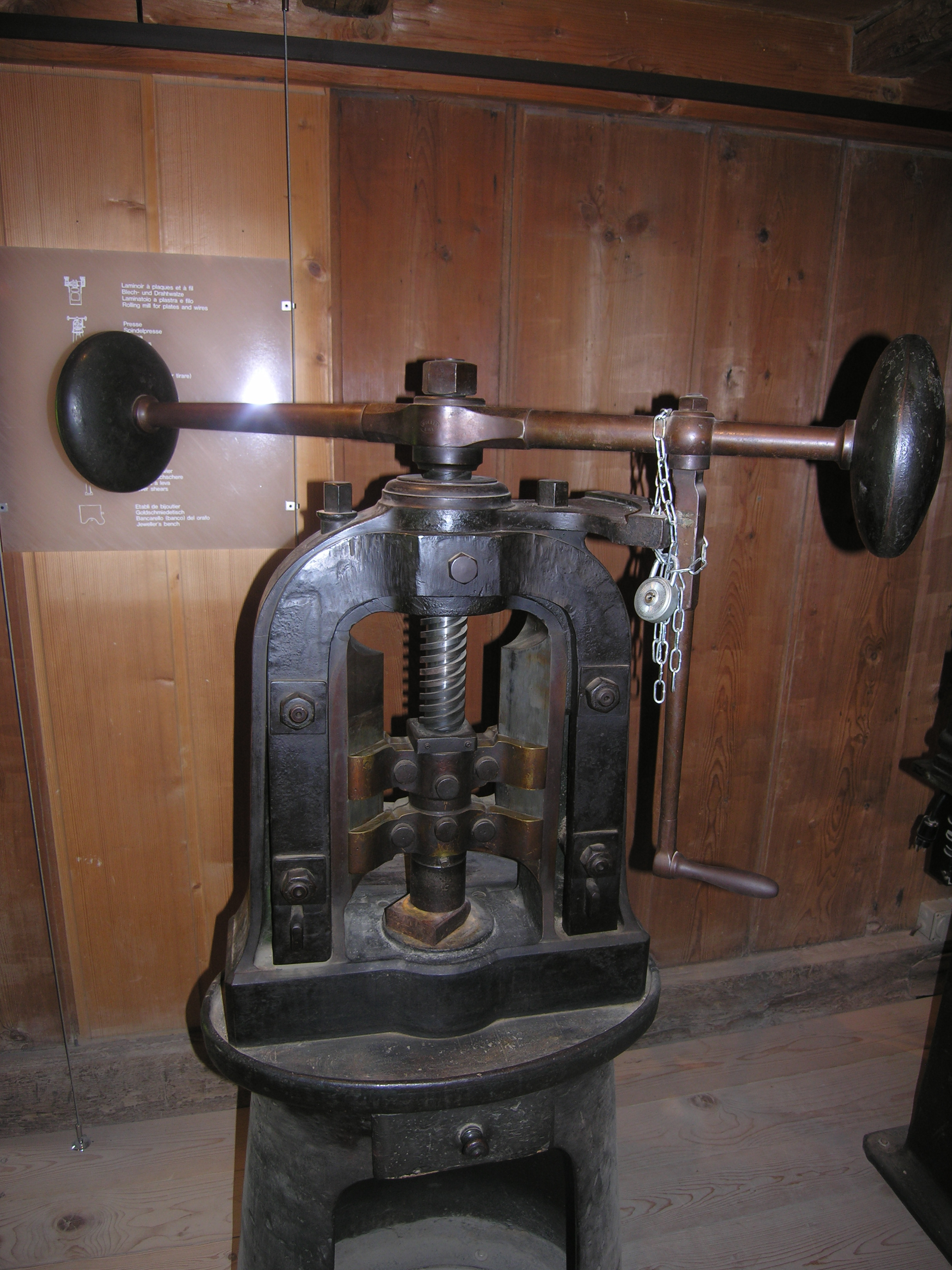
Kuźniarka

Kuźniarka – typ prasy mechanicznej o układzie korbowym i o dwóch suwakach poruszających się względem siebie pod kątem prostym. 
Kuźniarki buduje się z pionowym lub coraz szerzej stosowanym poziomym podziałem matryc. Ponieważ w przypadku tych urządzeń powstają duże naprężenia termiczne, przy doborze materiałów na matryce należy kierować się warunkami pracy narzędzia. Matryce stosowane do kucia na gorąco na kuźniarkach, prasach kuźniczych i młotach konwencjonalnych wykonuje się z narzędziowej stali węglowej.
Odkuwki wykonane na kuźniarkach cechuje:
- duża dokładność wymiarów;
- małe zbieżności kuźnicze;
- małe naddatki na obróbkę skrawaniem;
- równomierny stopień przekucia;
- takie same własności odkuwek wykonanych w jednej partii;

## Zasady kucia na kuźniarce
Liczba zabiegów zależy od stosunku długości swobodnego końca do średnicy pręta.